# Fosterella chaparensis
Fosterella chaparensis är en gräsväxtart som beskrevs av Ibisch, R.Vásquez och Elvira Angela Gross. Fosterella chaparensis ingår i släktet Fosterella och familjen Bromeliaceae.
Artens utbredningsområde är Bolivia. Inga underarter finns listade i Catalogue of Life.